# МК-II (экскаватор)
МК-II (СССМ-750) — советский полугусеничный цепной траншейный экскаватор межвоенного периода. Наиболее мощный, тяжёлый и крупный из траншейных экскаваторов, созданных в довоенном СССР.. Сокращение МК означает Многоковшовый Канавокопатель.

## История создания
Проект траншейного экскаватора МК-II, предназначенного для рытья траншей под водопроводные и канализационные магистрали, был разработан ВКТЭ в 1934 году, а в 1935 началось его серийное производство на киевском заводе «Красный экскаватор», продолжавшееся до 1941 года, когда оно было прервано в связи с началом Великой Отечественной войны; всего за этот период было построено около 25 экземпляров машины. МК-II был самым крупным, мощным и тяжёлым советским траншейным экскаватором межвоенного периода. Машина не нашла широкого применения из-за своих больших массы и габаритов, а также невысокой маневренности и недостаточной для своих размеров производительности.

## Модификации
В 1940 году был создан опытный образец модифицированного экскаватора, получившего обозначение МК-III; при прочих характеристиках, аналогичных МК-II, он обладал возможностью экскавации переменной ширины. Машина не пошла в серию в связи с началом войны.

## Описание конструкции
МК-II представлял собой цепной траншейный экскаватор многоковшового типа и состоял из силовой установки, ходового устройства и рабочего оборудования, включавшего ковшевую стрелу с ковшами и транспортёр. Машина была очень крупной для своего времени: её длина составляла 18 м, ширина — 8,9 м, высота в транспортном положении — 4 м; масса машины составляла 29,7 т. Производительность работы экскаватора составляла 29,7м3/ч при глубине траншеи 6 м и ширине 1,2 м (экскаватор МК-III при аналогичной глубине мог рыть траншеи шириной 1,2; 1,5; и 1,8 м).

### Двигатель
Экскаватор оснащался лигроиновым двигателем от трактора С-60 мощностью 60 л. с., также была предусмотрена возможность его замены дизелем М-17 мощностью 65 л. с., применявшемся на тракторе С-65.

### Ходовая часть
Машина имела необычную для траншейных экскаваторов полугусеничную ходовую часть оригинальной конструкции, состоявшую из двух передних неприводных металлических колёс на поворотной тележке и двух задних ведущих тележек гусеничного движителя с металлическими гусеницами, каждая из которых состояла из центрального ведущего колеса большого диаметра и двух опорных катков.

### Рабочее оборудование
Рабочее оборудование МК-II состояло из рабочего органа цепного многоковшового типа и транспортёра. Последний располагался под загрузочным бункером и мог перемещаться в обе стороны — таким образом, имелась возможность движения его ленты в любом направлении.